# Som folk är mest
Som folk är mest är en svensk komedifilm från 1944 i regi av Hasse Ekman. I huvudrollerna ses Barbro Kollberg och Karl-Arne Holmsten.

## Handling
Inga jobbar på ett kontor och hennes fästman Kurre på ett lager. De vill gifta sig, men deras inkomster räcker inte till. Inga har inga vidare utsikter att få löneförhöjning; hon drar inte jämnt med den nitiske kontorschefen Enander. Inga är ofta försenad till arbetet och den pedantiske Enander, för vilket punktlighet är mer än en dygd, håller på att spricka av ilska. Han har inte kunnat komma åt henne hittills, då den vänlige vaktmästaren hjälper henne att stämpla in i tid. Men Enander är henne på spåren. Inga anländer nu ytterligare en morgon, med andan i halsen, några minuter för sent till kontoret… 
För att komplicera saken ytterligare har en av Kurres kollegor, den söta fröken Hansson, börjat lägga an på Kurre. Det blir missförstånd och komplikationer på många kanter och man kan allt undra hur det ska gå för Inga och Kurre som var så kära.

## Om filmen
Filmen spelades in i Stockholm under 19 inspelningsdagar den 19 maj – 14 juni 1944. Den hade premiär på biograf Astoria i Stockholm den 9 september 1944 och är barntillåten.
Filmen är baserad på Herbert Grevenius tre pjäser Storm på kontor, Rum med kokvrå och Vad en ung kvinna bör veta från 1939. Pjäserna sändes i radio 1935, 1937 och 1939 och bearbetades därefter och sattes upp som en enda teaterpjäs på Dramaten 1941–1942.
Som folk är mest har visats i SVT, bland annat 1998, 2009, 2018, 2020, 2022 och i december 2024.

## Rollista
- Barbro Kollberg – Inga Larsson, kontorist
- Karl-Arne Holmsten – Kurre Östberg, Ingas fästman, lagerarbetare
- Stig Järrel – Enander, kontorschef
- John Botvid – Karlsson, kontorsvaktmästare
- Tore Lindwall – disponenten
- Willy Peters – Fillebom, Kurres jobbarkompis
- Agneta Lagerfeldt – fröken Hansson
- Inga-Bodil Vetterlund – Kaj, Ingas rumskompis
- Åke Engfeldt – Axel, Ingas beundrare på kontoret
- Terje Valenkamph – Hugo, "Hugge", fotbollsintresserad kontorspojke

### Ej krediterade
- Olle Hilding – lagerchefen
- Anna-Greta Krigström – Hjördis "Dissan" Bergström, Filleboms flicksällskap
- Saga Sjöberg – fröken Dahl, flicka på kontoret
- Gunnel Wadner – flicka på kontoret
- Fylgia Zadig – flicka på kontoret
- Barbro Fleege – flicka på kontoret
- Ragnvi Lindbladh – flicka på kontoret
- Birger Åsander – portvakten i fönstret
- Helge Karlsson – brevbäraren
- Aina Wennerstam – servitrisen på Kafé Thyra
- Erik Johansson – man som väntar på bussen
- Gunnar Ossiander – man vid björnberget på Skansen

## Musik i filmen
- "Stompin' Softly", musik Kai Gullmar, instrumental
- "Stilla natt, o kärleksnatt", musik Jacques Offenbach, instrumental

## DVD
Filmen gavs ut på DVD 2015.